# Kapel·li
Kapel·li (en rus: Капеллы) és un poble de l'óblast de Saràtov, a Rússia, segons el cens del 2010 tenia 15 habitants. Pertany al districte municipal d'Atkarsk.